# 日本コンベンションサービス
日本コンベンションサービス株式会社（にほんコンベンションサービス、英語：JAPAN CONVENTION SERVICES, INC.）は日本初のコンベンション運営会社。
国際会議や医歯薬系コンベンションの企画・運営のほか、通訳翻訳サービス、人材派遣や公共サービス、各種コンサルティングなどを行っている会社。
2008年には32か国にネットワークを持つ世界最大のPCOであるmciグループと提携、合弁会社を設立した。両社を合わせて世界最大規模のPCOグループを形成している。

## 沿革
- 1967年12月7日 設立
- 1970年3月～9月 日本万国博覧会政府代表者会議の運営を行なう
- 1971年4月 第18回日本医学会総会を運営
- 1979年5月 人材派遣業を開始
- 1981年3月～9月 神戸ポートアイランド博覧会コンパニオン派遣・教育研修
- 1985年3月～9月 国際科学技術博覧会主要パビリオン運営
- 1985年5月 第1回東京国際映画祭誘致・運営
- 1986年5月 第12回先進国首脳会議（東京サミット）プレスセンター運営
- 1989年2月 Japan Prize 蘭 International Orchid Show'89（JP89）を企画・運営
- 1990年4月～9月 国際花と緑の博覧会主要パビリオン運営
- 1995年11月 第7回APEC閣僚会議関連主要行事運営
- 1997年12月 第3回気候変動枠組条約締約国会議（COP3）プレスセンター運営
- 2000年7月 第26回主要国首脳会議首脳会合・外務大臣会合の同時通訳
- 2002年12月 ITセンター開設
- 2003年3月 第3回世界水フォーラムの全体統括運営
- 2003年8月 本社を現在地に移転
- 2005年3月～9月 2005年日本国際博覧会（愛知万博）パビリオン運営を行う
- 2007年12月 第1回アジア太平洋水サミット全体統括運営
- 2008年3月～7月 北海道洞爺湖サミットG8首脳会合の準備運営・通訳、6つの閣僚会議に携わる
- 2008年4月 故近浪廣　春の叙勲で旭日双光章受章
- 2008年10月 MCI-JCS Japan（株）設立
- 2010年6月～11月 2010年日本APEC首脳会議・閣僚会議・高級実務者会議（横浜）、財務大臣会議（京都）、電気通信・情報産業大臣会議（沖縄）の運営、貿易担当大臣会議（札幌）の外務大臣日英同時通訳を行う
- 2010年10月 生物の多様性に関する条約第10回締約国会議（COP10）設営・運営を行う
- 2011年2月 アジア初　イベント・サステナビリティ認証「BS8901」を取得
- 2012年8月 日本初 ISO20121認証（イベント・サステナビリティマネジメントシステム)[2]を取得
- 2013年9月 第8回APEC交通大臣会合の運営
- 2013年12月 日ASEAN特別首脳会議の運営
- 2014年10月 国際法曹協会年次総会(IBA)のウェルカムレセプションなどをMCI JCS Japanが担当
- 2015年4月 青葉山コンソーシアムとして仙台国際センター及び新展示場の管理運営 を開始
- 2015年4月 第29回日本医学会総会 2015 関西 一般公開展示「未来医EXPO'15」運営
- 2015年5月 本社と丸の内支店、ITセンターの統合
- 2016年5月 サミット関係閣僚会合　G7広島外相会合を運営
- 2016年5月 サミット関係閣僚会合 G7北九州エネルギー大臣会合を運営
- 2016年5月 文字起こしサービス「MOJIMOJIくん」提供開始
- 2017年1月 第17回世界地震工学会議(2020年・仙台市)誘致成功
- 2019年4月 第30回日本医学会総会 2019 中部「健康未来EXPO 2019」運営
- 2019年10月 G20観光大臣会合を運営。本会合の運営に関しては後日、観光庁長官より感謝状が出された
- 2019年10月～11月 「即位の礼」に伴う国際メディアセンター（International Media Center :略称IMC）の運営
- 2019年11月 新千歳空港ポルトムホール[3]開業、運営を担当
- 2019年12月 国際規格「ISO27001」の認証範囲を拡大

## 会社概要
1967年12月に日本の国際社会における立場の重要性が益々多様化していくことに着目して日本初のコンベンション運営会社を創立。
1968年5月に行政機関の国際会議を成功させたのを契機にサミットに代表される各種国際会議や博覧会、学術集会、企業イベント、展示会等のコンサルティング・誘致・企画・運営等の業務に取り組んでいる。
国際会議の専門コーディネーター企業をPCO（professional congress organiser）と呼び、そのコーディネーター人材にはCMP（Certified Meeting Professional)という国際的な認証資格があり、同社では国内最多の資格取得者を擁している。2008年には32か国にネットワークを持つ世界最大のPCOであるmciグループとの合弁会社を設立。
大規模な国際会議では国内外の複数の主催者や数十社にも及ぶ協力会社との調整を行うので正確なスケジュール管理と段取りの良さ、高度な語学力が求められる。各種国際会議運営に付随する通訳・翻訳業務の他に、専門運営スタッフの教育と派遣、IT技術を使ったイベント事前登録システムや参加証自動販売機や最近ではアプリサービスも提供している。
近年ではMICE分野全般に業容を拡大しており、自治体、施設運営者、デベロッパー等へのMICEコンサルティングや、国際会議の誘致、インセンティブツアーやホスピタリティツアーの企画、大型会議場施設（コンベンション・センター）の運営業務、公共施設の管理・運営業務、図書館運営、なども行っている。

## 事業所
- 北海道支社 〒060-0042 北海道札幌市中央区大通西5丁目11 大五ビル3階
- 東北支社 〒980-0824 宮城県仙台市青葉区支倉町4-34 丸金ビル6階
- 中部支社 〒460-0003 愛知県名古屋市中区錦3-6-35 名古屋郵船ビルディング4階
- 京都支社 〒604-8161 京都府京都市中京区烏丸通三条下ル饅頭屋町595-3 大同生命京都ビル10階
- 関西支社 〒541-0042 大阪府大阪市中央区今橋4-4-7 京阪神淀屋橋ビル2階
- 神戸支社 〒650-0046 兵庫県神戸市中央区港島中町6-9-1 神戸国際交流会館6階
- 九州支社 〒810-0002 福岡県福岡市中央区西中洲12-33 福岡大同生命ビル7階

## 関連会社
- MCI-JCS Japan（株）
- 株式会社ジェーシーエス・コミュニケーションズ　〒101-0047 東京都千代田区内神田1-12-10 四国第2ビル1階